# Амелия Личева
Амелия Веселинова Личева е българска поетеса и литературен критик, професор по теория на литературата в Софийския университет „Св. Климент Охридски“.

## Биография
Родена е на 12 януари 1968 г. в София.
Доктор по филология с дисертация на тема: „Женският глас като исторически и теоретичен проблем“ (2001). Доцент в Катедрата по теория на литературата към Софийския университет с хабилитация на тема „Гласове и идентичности в българската поезия“ (2007) и професор от 2013 г. Доктор на филологическите науки от 2019 г.
Главен редактор на „Литературен вестник“, където е редактор от 1995 г. Редактор в издаваното от Факултет Славянски филологии списание „Литературата“. Литературен наблюдател на вестник „Култура“. Наблюдател за книги на вестник „Капитал“ (2006 – 2008). Като колумнист е популярна с колонката си в „Литературен вестник“ през 90-те години, озаглавена „Глас от маргиналията“.
Съветник на Надежда Михайлова в качеството й на министър на външните работи (1997 – 2001) и лидер на СДС. Общински съветник в Столичния общински съвет от групата на СДС (2003 – 2007). Съветник на еврокомисаря Меглена Кунева (2007 – 2010).
Автор е на литературоведски и интердисциплинарни изследвания. Член е на Сдружението на български писатели и на Академичния кръг по сравнително литературознание.
Председател на българския ПЕН клуб. Един от директорите на Софийския международен литературен фестивал от 2021 г. насам.
От 2015 г. до 2023 г. е заместник-декан по учебна дейност - магистърски програми, докторанти и СДК на Факултета по славянски филологии, член на Академичния съвет на Софийския университет. През 2023 г. проф. дфн Амелия Личева е избрана за декан на Факултета по славянски филологии.

## Награди
Почетен знак на Столична община (2007).
Като критик е носител на отличието Рицар на книгата на Асоциация „Българска книга“ в категория „Печатни медии – вестници и списания“ за 2015 г. и на Национална награда „Хр. Г. Данов“ (2018) за представяне на българската книга.
Като поет е носител на Националната литературна награда „Биньо Иванов“ на Читалище „Братство 1869“, Община Кюстендил и Национална мрежа „Култура на паметта“ за принос в развитието на българския поетически синтаксис за „Зверски кротка“ (2017). Лауреат на първото издание на националната награда "Константин Павлов", 2022 г.
Носител на Първа награда в категория „Хуманитаристика“ за 2020 г. на „Портал Култура“ за книгата „Световен ли е Нобел“?"
Национална награда "Христо Г. Данов" в категорията "Представяне на българската книга" за 2024 г. като член на програмния екип, който реализира Софийския международен литературен фестивал

### Литературоведски книги и академични учебници
- „Истории на гласа“ (2002, дисертация) ISBN 954-9985-11-3 [10]
- „Теория на литературата. От Платон до постмодернизма“ (2005, заедно с Евгения Панчева и Миряна Янакиева) ISBN 954-529-349-7
- „Гласове и идентичности в българската поезия“ (2007) ISBN 978-954-9985-20-7
- „Политики на днешното“ (2010) ISBN 978-954-28-0657-8
- „Литература. Бинокъл. Микроскоп“ (2013)[11]
- „Световен ли е „Нобел“?“ (2019), изд. „Колибри“.
- „Теория на литературата. Новият век" (2021), изд. „Колибри“.

### Речници
- „Речник на литературните и лингвистичните термини“ (заедно с Гергана Дачева) (2012) ISBN 978-954-529-927-8

### Стихосбирки
- „Око, втренчено в ухо“ (1992)
- „Втората Вавилонска Библиотека“ (1997) ISBN 954-8642-69-7
- „Азбуки“ (2002) ISBN 954-437-111-7 [12]
- „Моите Европи“ (2006) ISBN 954-8478-88-9
- „Трябва да се види“ (2013) ISBN 978-954-8523-36-3
- „Зверски кротка“ (2017) ISBN 978-619-220-041-1
- „Потребност от рециклиране“ (2021)

Нейни стихове са превеждани на английски, френски, немски, италиански, испански, полски, словашки, гръцки, арабски, хърватски, унгарски език. През 2023 г. на френски език в превод на Мари Врина-Николов излиза стихосбирката ѝ Férocement sage в издателство Les Carnets du Dessert de Lune. През 2025 г. в превод на Марко Видал на истапнски в издателство "La Tortuga Bulgara" излиза стихосбирката й "Ferozmente mansa".